# Симанково (Ленинградская область)
Сима́нково — деревня в Гатчинском муниципальном округе Ленинградской области.

## История
Упоминается как пустошь Simankoua Ödhe в Орлинском погосте в шведских «Писцовых книгах Ижорской земли» 1618—1623 годов.
На шведской «Генеральной карте провинции Ингерманландии» 1704 года обозначена как Simankova.

СИМАНКИНО, оно же и ЕЛЕНЧИКОВО — деревня принадлежит графу Васильчикову, гвардии штабс-ротмистру, число жителей по ревизии: 33 м. п., 34 ж. п. (1838 год)

ЕЛЕНКОВО или СИМАНКОВО — деревня князя Васильчикова, по просёлочной дороге. (1856 год)

ЕЛЕНКОВО (СИМАНКОВО) — деревня владельческая при озере Орлинском, число дворов — 14, число жителей: 39 м. п., 48 ж. п. (1862 год)

В конце XIX — начале XX века деревня административно относилась к Рождественской волости 2-го стана Царскосельского уезда Санкт-Петербургской губернии.
Согласно данным переписи населения СССР 1926 года в деревне Симанково Орлинского сельсовета Рождественской волости Троцкого уезда проживали 226 человек, все русские. В 1928 году население деревни также составляло 226 человек.

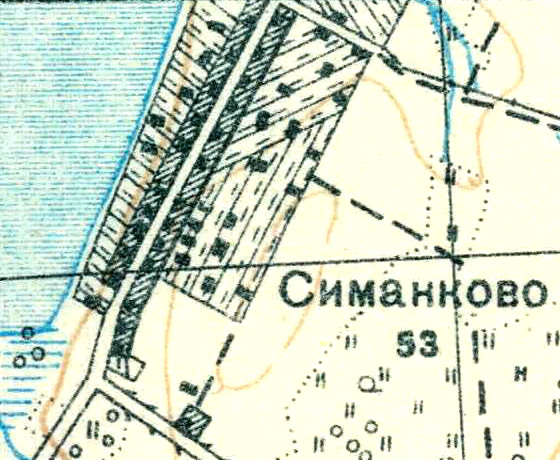
План деревни Симанково. 1931 год

Согласно топографической карте 1931 года деревня называлась Симанково и насчитывала 53 двора.
По административным данным 1933 года деревня называлась Симаново и входила в состав Орлинского сельсовета Красногвардейского района.
C 1 августа 1941 года по 31 декабря 1943 года находилась в оккупации.
В 1958 году население деревни составляло 49 человек.
По данным 1966, 1973 и 1990 годов деревня называлась Симанково и входила в состав Орлинского сельсовета Гатчинского района.
В 1997 году в деревне проживали 5 человек, в 2002 году — 3 человека (все русские), в 2007 году — 2.

## География
Деревня расположена в юго-западной части района на автодороге 41К-469 (Орлино — Заозерье).
Расстояние до административного центра поселения, посёлка городского типа Дружная Горка — 10 км.
Расстояние до железнодорожной платформы Дивенская — 8 км.
Деревня находится на восточном берегу Орлинского озера, к востоку от станции Строганово.

## Демография
| 1838 | 1862 | 1928 | 1958 | 1997 | 2002 | 2007 |
| ---- | ---- | ---- | ---- | ---- | ---- | ---- |
| 67   | ↗87  | ↗226 | ↘49  | ↘5   | ↘3   | ↘2   |
| 2010 | 2017 |      |      |      |      |      |
| ↗16  | ↘4   |      |      |      |      |      |

### Национальный состав
Согласно данным Всероссийской переписи населения 2021 года в деревне проживали 8 человек, все русские.

## Транспорт
От Сиверского до Симанково можно доехать на автобусе № 507.

## Улицы
Береговая, Центральная.